# Robert Housmans
Robert W.P.E. Housmans (1974) is een Nederlands politicus namens de PVV. Van 28 juni 2019 tot 9 april 2021 was hij lid van de Gedeputeerde Staten van Limburg.

## Biografie
Housmans was sinds maart 2015 lid van de Provinciale Staten van de provincie Limburg en was kandidaat op plek 22 van de PVV bij de Tweede Kamerverkiezingen 2017. Hiervoor was Housmans raadslid en fractievoorzitter namens lokale partijen in Sittard-Geleen, achtereenvolgens voor Trots op Nederland, daarna voor Focus en vervolgens voor de Stadspartij.
Housmans was voor de periode 2019-2023 gedeputeerde met in zijn portefeuille veiligheid, zorg, en het schutterijwezen. Op 9 april 2021 trad hij, samen met de andere leden van het college van Gedeputeerde Staten, terug in verband met een integriteitsschandaal rondom de Stichting Instandhouding Kleine Landschapselementen in Limburg (IKL) en oud-gedeputeerde Herman Vrehen.